# Еупилио (Леко)
Еупилио је насеље у Италији у округу Леко, региону Ломбардија.
Према процени из 2011. у насељу је живело 52 становника. Насеље се налази на надморској висини од 270 м.